# 갑상목동맥
갑상목동맥(thyrocervical trunk), 또는 갑상경동맥(甲狀頸動脈)은 목의 동맥으로, 빗장밑동맥의 가지이다. 시작하는 지점은 빗장밑동맥의 시작점과 앞목갈비근의 안쪽 경계 사이인 빗장밑동맥 첫째 부분이다. 척추동맥보다는 먼쪽이며 목갈비동맥보다는 몸쪽에 위치한다. 목으로 여러 가지들을 내어 목의 근육들에 혈액을 공급한다.

## 구조
갑상목동맥은 빗장밑동맥의 가지로 갈라지는 지점은 빗장밑동맥 첫째 부분이다. 첫째 부분에서 같이 갈라지는 척추동맥보다는 멀리서, 목갈비동맥보다는 가까이에서 갈라진다. 갑상목동맥은 길이는 짧지만 굵은 동맥이다.

### 가지
갑상목동맥은 갈라진 직후 다시 여러 가지들로 나뉜다.
- 아래갑상동맥[2][3]
- 어깨위동맥[4]
- 가로목동맥[5]은 약 1/3의 경우에서 나타난다. 나머지 경우들에서는 등쪽어깨동맥과 얕은목동맥이 별도로 갈라진다.[6]

어깨위동맥과 가로목동맥은 둘 다 가쪽으로 주행하여 앞목갈비근과 가로막신경의 앞을 가로지른다. 아래갑상동맥은 갑상목동맥에서 갈라져 나온 뒤 위쪽으로 주행하여 갑상샘의 아래쪽에 도달한다. 이 혈관들의 시작 지점은 변이가 다양하다.

## 기능
갑상목동맥은 목 근육에 혈액을 공급하는 데 기여한다.

## 추가 이미지

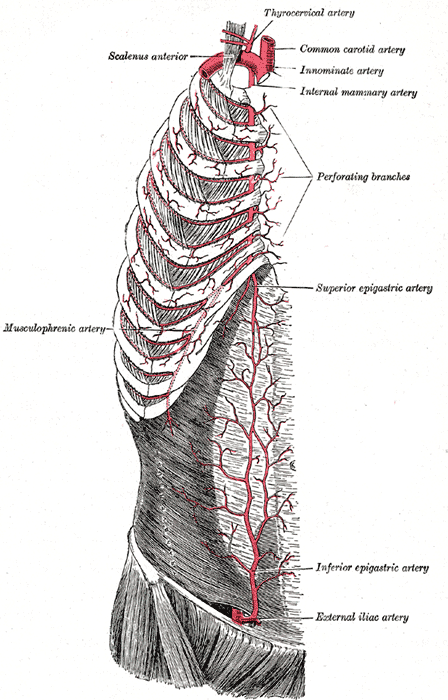
속가슴동맥과 그 가지들.